# Шаинидзе, Меджид Демуралиевич
Меджид Демуралиевич Шаинидзе (1919 год, село Цаблана, Батумская область — 1969 год, село Цаблана, Хулойский район, Аджарская АССР, Грузинская ССР) — звеньевой колхоза имени 26 коммунаров Хулойского района, Аджарская АССР, Грузинская ССР. Герой Социалистического Труда (1949).

## Биография
Родился в 1919 году в крестьянской семье в селе Цаблана Батумской области (сегодня — Хулойский муниципалитет). Окончил местную начальную школу. До призыва на срочную службу в Красную Армию трудился рядовым колхозником в местном колхозе. Участвовал в Великой Отечественной войне. В ноябре 1941 года демобилизовался (в документах значится как пропавший без вести) и возвратился на родину.
В послевоенное время трудился звеньевым в колхозе имени 26 коммунаров Хулойского района. В 1948 году звено под его руководством собрало в среднем с каждого гектара по 25 центнеров табака сорта «Трапезонд» на участке площадью 3 гектара. Указом Президиума Верховного Совета СССР от 5 августа 1949 года удостоен звания Героя Социалистического Труда за «получение высоких урожаев кукурузы и табака в 1948 году» с вручением ордена Ленина и золотой медали «Серп и Молот» (№ 4230).
В 1950 году избран председателем родного колхоза. С 1967 года — мастер на строительстве дороги Схалта — Хихадзири.
Избирался депутатом Хулойского районного Совета народных депутатов.
Проживал в родном селе Цаблана Хулойского района, где скончался в 1969 году.